# Rhagophthalmus notaticollis
Rhagophthalmus notaticollis är en skalbaggsart som beskrevs av Maurice Pic 1916. Rhagophthalmus notaticollis ingår i släktet Rhagophthalmus och familjen Rhagophthalmidae. Inga underarter finns listade i Catalogue of Life.